# Colágeno tipo IV
Colágeno tipo IV (ColIV or Col4) é um tipo de colágeno encontrado primariamente na lâmina basal. O domínio C4 na ponta C-terminal do colágeno IV não é removido no processo pós-traducional e as fibras se ligam cabeça-a-cabeça em vez de em paralelo. Além disso, o colágeno IV não possui glicinas regulares a cada 3 resíduos, necessárias para a hélice rígida do colágeno. Isso deixa o arranjo final mais "desleixado", com torções. Essas duas características levam à formação de uma folha, que forma a lâmina basal. 
Há 6 genes humanos associados com ele:
- COL4A1, COL4A2, COL4A3, COL4A4, COL4A5, COL4A6

(Lâmina basal ela é constituída por colágeno como vimos a cima e glicoproteína-laminina e entactina)

## Importância clínica
Acredita-se que subunidade alfa-3 (COL4A3) do colágeno 4 seja o antígeno implicado na síndrome de Goodpasture, na qual o sistema imune ataca as membranas basais  de glomérulos e alvéolos.
A Síndrome de Goodpasture apresenta-se junto a síndrome nefrítica e hemoptises.  Avaliação microscópica de biopsias renais revelam depósitos lineares de IgG por imunofluorescência.
Mutações nos genes codificantes de colágeno IV levam síndrome de Alport. Essa doença gera afinamento e  rachadora da membrana basal glomerular. Ela se apresenta também com hematúria, perda de audição neurossensorial e perturbações oculares, sendo passada geneticamente de maneira ligada ao X .
Cirrose e fibrose hepática estão associadas à deposição de colágeno IV no fígado. A concentração de ColIV no plasma correlacional com os níveis hepáticos de colágeno em pacientes com doença hepática alcoólica e hepatite C, caindo após terapias bem sucedidas.
Deposição aumentada glomerular e mesangial de colágeno IV ocorre na nefropatia diabética e aumento dos níveis urinários está relacionados com a dimensão do dano renal.